# IC 2486
IC 2486 ist eine Balken-Spiralgalaxie vom Hubble-Typ SBbc im Sternbild Löwe auf der Ekliptik. Sie ist schätzungsweise 611 Millionen Lichtjahre von der Milchstraße entfernt und hat einen Durchmesser von etwa 160.000 Lj. 
Das Objekt wurde am 16. Mai 1903 von Stéphane Javelle entdeckt.